# Julia Sawalha
Julia Sawalha (Londra, 9 settembre 1968) è un'attrice britannica.

## Carriera
Inizia a recitare come attrice sin da adolescente sul piccolo e grande schermo. Ha avuto ruoli in serie TV e sitcom quali Press Gang (1989-1993, dove interpretava la protagonista Linda) e Absolutely Fabulous (1992-2012). Anche il padre, Nadim e la sorella, Nadia sono attori.

## Filmografia parziale

### Attrice

#### Cinema
- Buddy's Song, regia di Claude Whatham (1991)
- Nel bel mezzo di un gelido inverno (In the Bleak Midwinter), regia di Kenneth Branagh (1995)
- Il vento dei salici (The Wind in the Willows), regia di Terry Jones (1996)
- Venus and Mars, regia di Harry Mastrogeorge (2001)
- The Final Curtain, regia di Patrick Harkins (2002)
- Absolutely Fabulous - Il film (Absolutely Fabulous: The Movie), regia di Mandie Fletcher (2016)

#### Televisione
- Ispettore Morse (Inspector Morse) - serie TV, 1 episodio (1988)
- Press Gang - serie TV, 43 episodi (1989-1993)
- Casualty - serie TV, 1 episodio (1991)
- Bottom - serie TV, 1 episodio (1992)
- Absolutely Fabulous - serie TV, 40 episodi (1992-2012)
- Orgoglio e pregiudizio (Pride and Prejudice) - miniserie TV, 6 episodi (1995)
- I racconti della cripta (Tales from the Crypt) - serie TV, 1 episodio (1996)
- Comic Relief: Doctor Who - The Curse of Fatal Death, regia di John Henderson - cortometraggio TV (1999)
- Jonathan Creek - serie TV, 7 episodi (2001-2004)
- Hornblower - miniserie TV, 2 episodi (2003)
- Cranford - serie TV, 5 episodi (2007)
- Miss Marple (Agatha Christie's Marple) - serie TV, episodio 6x02 (2013)
- Mystery! - serie TV, 1 episodio (2014)
- Remember Me - miniserie TV (2014)
- L'ispettore Barnaby (Midsomer Murders) - serie TV, episodio 18x05 (2016)

### Doppiatrice
- Galline in fuga (Chicken Run), regia di Peter Lord e Nick Park (2000)
- Fable II (2008) - videogioco
- Galline in fuga - L'alba dei nugget (Chicken Run: Dawn of the Nugget), regia di Sam Fell (2023)